# Catherine Kasavuli
Catherine Kasavuli (17 de junio de 1962-29 de diciembre de 2022) fue una presentadora de noticias keniana. Fue la primera mujer presentadora de noticias en Kenia y anteriormente había trabajado en otras estaciones de televisión líderes, incluidas The Kenyan Broadcasting Corporation (KBC), Citizen Television y Kenya Television Network (KTN).

## Carrera
Comenzó su carrera como locutora de radio en 1980 en Voice of Kenya, que pasó a llamarse KBC en años posteriores. Su tío, que la había escuchado leer la Biblia y orar por la cena, le aconsejó que solicitara el trabajo. Apenas tenía 18 años en ese momento. Luego haría la transición a la televisión en la compañía en 1985. Kasavuli no tenía capacitación profesional previa y dos años después de su trabajo, fue al Instituto de Comunicación Masiva de Kenia. En marzo de 1990, se convirtió en parte del equipo fundador de KTN como la primera estación de televisión de propiedad privada del país. Se convirtió en la primera presentadora de la estación en transmitir en vivo, un cambio del formato pregrabado anterior. Además de ser presentadora de televisión, hizo comerciales de voz para complementar sus ganancias.
Después de estar en KTN durante 17 años, dejó la estación en 2007 para unirse a Citizen TV, propiedad de Royal Media Services. Fue parte del éxodo masivo que vio a varios presentadores de noticias de alto perfil como Swaleh Mdoe y Louis Otieno dejar la estación de televisión propiedad de Standard Group para Citizen TV. Más tarde ocupó el cargo de gerente de asuntos corporativos en Royal Media Services, la empresa matriz de Citizen TV. En 2015, se retiró de la locución para trabajar detrás de las pantallas.
Sin embargo, hacia fines de julio de 2021, ocho años después de dejar la televisión, reapareció en las pantallas de televisión de Kenia después de firmar un contrato con Kenya Broadcasting Corporation (KBC), donde presentaba las noticias del fin de semana. En una entrevista después de su regreso, dijo: “Quería venir a KBC para entrenar presentadores para perfeccionar sus habilidades, pero nunca esperé una oferta de esta magnitud”. A pesar de su famosa personalidad pública y a diferencia de sus sucesores en el espacio de los medios de Kenia, la presentadora de voz suave y siempre sonriente prefirió mantener su vida personal en privado.

## Vida personal
Tuvo un hijo, Martin, que nació en 1981. Según los informes, Catherine declaró que tuvo que dejarlo en casa para atender su exigente carrera y lamenta haberse perdido los primeros momentos de su infancia.ref>Mukei, Cate. «Minus a house girl Catherine Kasavuli took her baby Martin, to the studio». SDE. Archivado desde el original el 25 de marzo de 2017. Consultado el 17 de marzo de 2020.</ref> Después de retirarse de la televisión, fundó Kasavuli Media Group Limited, que posee varias subsidiarias, incluida una escuela de formación para locutores. Murió el 29 de diciembre de 2022 a la edad de 60 años, mientras luchaba contra el cáncer de cuello uterino en el Hospital Nacional Kenyatta (KNH) en Nairobi, Kenia, donde había estado ingresada y en tratamiento desde octubre de 2022.

## Premios
En 2008, recibió la Orden del Gran Guerrero de Kenia durante las celebraciones del Día de Jamhuri.